# Król Marvin Gardens
Król Marvin Gardens – amerykański dramat kryminalny z 1972 roku.

## Opis fabuły
David Staebler jest prezenterem radiowym w Filadelfii. Jego brat wyszedł z więzienia i potrzebuje pomocy. Znudzony i zblazowany radiowiec postanawia odwiedzić go w Atlantic City. Jason jest drobnym kryminalistą, nieudacznikiem i niepoprawnym fantastą. Próbuje przekonać Davida do swojego nowego pomysłu - zakupu małej wyspy na Pacyfiku. Pragnie tam stworzyć drugie Las Vegas - krainę kasyn, hazardu i rozrywki. Do realizacji pomysłu zamierza potajemnie wykorzystać pieniądze swojego szefa, bossa przestępczego syndykatu.

## Obsada
- Jack Nicholson – David Staebler
- Ellen Burstyn – Sally
- Bruce Dern – Jason Staebler
- Scatman Crothers – Lewis
- John P. Ryan – Surtees

i inni